# 田上王
田上王（たがみおう/たがみのおおきみ、生没年不詳）は、奈良時代の皇族。系譜は未詳。官位は正五位下・縫殿頭。

## 経歴
正倉院南倉御物の緑綾袍に、「東大寺大歌袍、天平勝宝四年（752年）四月九日」（右衽裏）、「田上王」（右袖口裏）と見える。
淳仁朝の天平宝字7年（763年）正月、桑原王とともに無位から従五位下に昇叙されているところから、三世王以上であることが分かる。その後、称徳朝ではしばらく不遇をかこつが、神護景雲4年（770年）5月、桑原王の後任の縫殿頭に任命される。縫殿頭は翌宝亀2年（771年）7月に石城王と交替するが、光仁朝においてはその後も、従五位上、正五位下と昇進している。

## 官歴
『続日本紀』による。
- 天平宝字7年（763年）正月9日：従五位下
- 神護景雲4年（770年）5月9日：縫殿頭
- 宝亀6年（775年）正月16日：従五位上
- 宝亀11年（780年） 正月25日：正五位下